# Arthur Vernon Davies
Arthur Vernon Davies (ur. 1872, zm. 4 sierpnia 1942) – brytyjski polityk Partii Konserwatywnej, deputowany Izby Gmin.

## Działalność polityczna
W okresie od 29 października 1924 do 27 października 1931 reprezentował okręg wyborczy Royton w brytyjskiej Izbie Gmin.